# پشرت
پشرت، روستایی است از توابع بخش چهاردانگه شهرستان ساری در استان مازندران ایران.

## جمعیت
این روستا در دهستان پشتکوه قرار داشته و براساس آخرین سرشماری مرکز آمار ایران که در سال ۱۳۹۵ صورت گرفته، جمعیت آن ۱۶۱نفر (۴۷خانوار) بوده‌است.
روستای پشرت در سرشماری سال ۱۳۹۵
| شمار خانوار | جمعیت | زن | مرد |
| ۴۷          | ۱۶۱   | ۸۶ | ۶۷  |